# Lanxess
Lanxess è un'azienda multinazionale tedesca che opera nel settore chimico, con sede a Colonia. 
È stata costituita nel 2004 scorporando le attività di Bayer nel settore dei polimeri e delle specialità chimiche. 
È quotata presso la Borsa di Francoforte, dove le azioni sono inserite nell'indice MDAX.